# Nadine (Nuovo Messico)
Nadine è una comunità non incorporata degli Stati Uniti d'America situata nello Stato del Nuovo Messico, nella Contea di Lea, sei chilometri a sud della città di Hobbs ed è attraversata dalla New Mexico State Road 18.

## Società

### Evoluzione demografica
Nadine (censimento 2010) conta 376 abitanti. Di questi 205 sono di sesso maschile e 171 di sesso femminile.

### Etnie e minoranze straniere
La prevalenza è di etnia bianca (294) seguiti da ispanico-latini (142). I restanti appartengono ad altre etnie.